# José María Peña
Anacleto José María Peña Salegui (ur. 19 kwietnia 1895 w Getxo, zm. 13 stycznia 1989 w Bilbao) – hiszpański piłkarz (obrońca) i trener piłkarski.

## Życiorys
W piłce nożnej zadebiutował w 1915 roku w Arenas Getxo, z którym spędził jedenaście sezonów. W tym czasie ów klub raz zwyciężał w Pucharze Króla. 
Od 1921 roku występował też w reprezentacji Hiszpanii, dla której łącznie rozegrał 21 meczów. Wystąpił na igrzyskach olimpijskich w 1924 w Paryżu.
Jego gra przyciągnęła uwagę przedstawicieli sztabu szkoleniowego Realu Madryt, który dołączył w 1926 roku. Przez kolejne sześć sezonów swojej kariery grał dla Los Blancos, w tym czasie zdobył tytuł mistrza Hiszpanii. Na koniec kariery piłkarskiej udał się do klubu Celta Vigo, gdzie następnie został trenerem.